# Live at Max’s Kansas City
Live at Max’s Kansas City ist ein Livealbum der Band The Velvet Underground. Das Album wurde am 30. Mai 1972 bei „Cotillion Records“, einem Sublabel von Atlantic Records, veröffentlicht und gilt als eines der ersten „offiziellen Bootlegs“ der Rockgeschichte.

## Vorgeschichte
Im Herbst 1969 hatten The Velvet Underground einen Zwei-Platten-Vertrag mit Atlantic geschlossen und produzierten zunächst das Studioalbum Loaded, welches ein Jahr später, im September 1970, erschien. In der Zwischenzeit war der Bandleader und Songwriter Lou Reed wegen Differenzen mit den anderen Bandgliedern ausgestiegen und begann seine Solokarriere. Als Ersatzmann übernahm Doug Yule die Gesangs- und Gitarrenparts in der Band. Die Promotiontour für Loaded führte die Band durch die USA und durch Kanada. Um den Plattenvertrag für ein weiteres Album zu sichern, schrieben und spielten die Velvets neue Songs ein, mit der Absicht das Material in die Studioproduktion einfließen zu lassen. Atlantic hatte jedoch nach dem mäßigen Charterfolg und dem schleppenden Verkauf von Loaded kein Zutrauen mehr in weitere kommerzielle Erfolge der Gruppe und entschied sich stattdessen, Archivmaterial zu verwenden und den Vertrag mit der Band aufzulösen.

## Das Album
Die Bandaufnahmen, aus denen später das Album Live at Max’s Kansas City werden sollten, wurden eher zufällig von Brigid Polk, einer Mitarbeiterin und „Superstar“ von Andy Warhol, auf einem tragbaren Kassettenrekorder live bei einem Konzert am 23. August 1970 in dem New Yorker Nachtclub Max’s Kansas City aufgenommen. Während ihrer „Loaded-Tour“ spielte die Band an diesem Abend zwei Sets in dem Nachtklub. Polk, die zu dieser Zeit von allem und jedem Tonbandaufnahmen anfertigte, zeichnete dieses letzte Konzert mit Lou Reed als Bandleader von Velvet Underground auf, dabei schnitt sie beide Liveauftritte des Abends mit. Später hörte sich der A&R-Tontechniker Danny Fields die Bänder an und schlug sie seinen damaligen Vorgesetzten bei Atlantic als mögliches Livematerial vor. Die Bänder verschwanden zunächst im Archiv, bis man sich 1972 entschied, aus dem tontechnisch mangelhaften Material ein eher halbherziges Livealbum zu produzieren.
Die Erstveröffentlichung von Live at Max’s Kansas City von 1972 ist ein Zusammenschnitt aus beiden Sets. Lou Reed und der Atlantic-Produzent Geoff Haslam trafen eine subjektive Auswahl und remixten das Material in einer Reihenfolge, welche jeweils nur die lauten und die ruhigeren Stücke zeigte. Erst im August 2004 veröffentlichte Rhino Records, ein für Neuauflagen zuständiges Sublabel der Warner Music Group, eine „2-CD-DeLuxe-Edition“, die das gesamte Bandmaterial in seiner originalen Reihenfolge, wie es an diesem Abend entstand, mit allen Zwischentönen beinhaltet.
Aufgrund der mangelhaften Tonqualität von Live at Max’s Kansas City wird das Album oft als „das erste legitimierte Bootleg“ bezeichnet. Die Aufnahmen wurden mit einem einfachen Monobandgerät auf billigen Ferrit (Fe2O3)-Kassetten gemacht. Das Max’s Kansas City war ein kleiner Veranstaltungsort, und so findet sich das Stimmengewirr der dichtgedrängten Menschenmenge auf rauschendem Bandmaterial wieder, so dass die Nebengeräusche die eigentliche Musik der Velvets zumeist übertönen. Der Kultstatus und Charme der Aufnahme liegt auch weniger in der Musik an sich als in der Authentizität als Tondokument, welches das „Feeling“ der damaligen Klubauftritte von Velvet Underground widerspiegelt und den Zuhörer direkt in das Konzert zurückversetzt.

### Die Aufnahme
Während des Auftritts zeigten sich die Velvets – trotz des angedrohten Ausstiegs von Reed – in außergewöhnlich guter Stimmung. Auf der Aufnahme finden sich dynamische Versionen der schnelleren und rockigeren Stücke der Band neben den emotionaleren langsameren Songs, die allerdings manchmal von dem 16-jährigen Schlagzeuger Billy Yule, der als Ersatz für die schwangere Maureen Tucker eingesprungen war, im Spiel etwas übertönt werden. Man hört einen mit dem Publikum scherzenden Lou Reed und die Stimme des Autors Jim Carroll, der an dem Abend neben Brigid Polk stand und sich in den Pausen angeregt mit ihr über Drogen unterhält.

## Titelliste

### Live at Max’s Kansas City
Cotillion SD 9500 (mono), 30. Mai 1972
Alle Songs wurden von Lou Reed geschrieben und arrangiert von The Velvet Underground.
Sunday Morning wurde von Lou Reed und John Cale geschrieben.

#### Seite 1
1. I’m Waiting for the Man
2. Sweet Jane
3. Lonesome Cowboy Bill
4. Beginning to See the Light

#### Seite 2
1. I’ll Be Your Mirror
2. Pale Blue Eyes
3. Sunday Morning
4. New Age
5. Femme Fatale
6. After Hours

### Live at Max’s Kansas City– 2CD Deluxe Edition
2CD, Atlantic Rhino 8122-78093-2, 3. August 2004

#### CD 1
1. I’m Waiting for the Man
2. White Light/White Heat
3. I’m Set Free
4. Sweet Jane
5. Lonesome Cowboy Bill
6. New Age
7. Beginning to See the Light

#### CD 2
1. Who Loves the Sun (unvollständig)
2. Sweet Jane
3. I’ll Be Your Mirror
4. Pale Blue Eyes
5. Candy Says
6. Sunday Morning
7. After Hours
8. Femme Fatale
9. Some Kinda Love
10. Lonesome Cowboy Bill